# Galina Stepanova (remera)
Galina Stepanova (en ruso: Галина Степанова; 26 de febrero de 1958) es una deportista soviética que compitió en remo. Ganó tres medallas en el Campeonato Mundial de Remo entre los años 1979 y 1986.

## Palmarés internacional
| Campeonato Mundial | Campeonato Mundial       | Campeonato Mundial | Campeonato Mundial |
| Año                | Lugar                    | Medalla            | Prueba             |
| ------------------ | ------------------------ | ------------------ | ------------------ |
| 1979               | Bled (Yugoslavia)        | Medalla de oro     | Cuatro con timonel |
| 1982               | Lucerna (Suiza)          | Medalla de oro     | Cuatro con timonel |
| 1986               | Nottingham (Reino Unido) | Medalla de plata   | Dos sin timonel    |